# Tarja Halonen
Tarja Kaarina Halonen, finska pravnica in političarka, * 24. december 1943, Helsinki.
Halonenova je bila 11. predsednica Finske.